# Bartlettina sordida
Bartlettina sordida (Less.), R. M. King & H. Rob., anteriorment classificada en el gènere Eupatorium, és una espècie fanerògama d'arbust pertanyent a la família de les asteràcies.

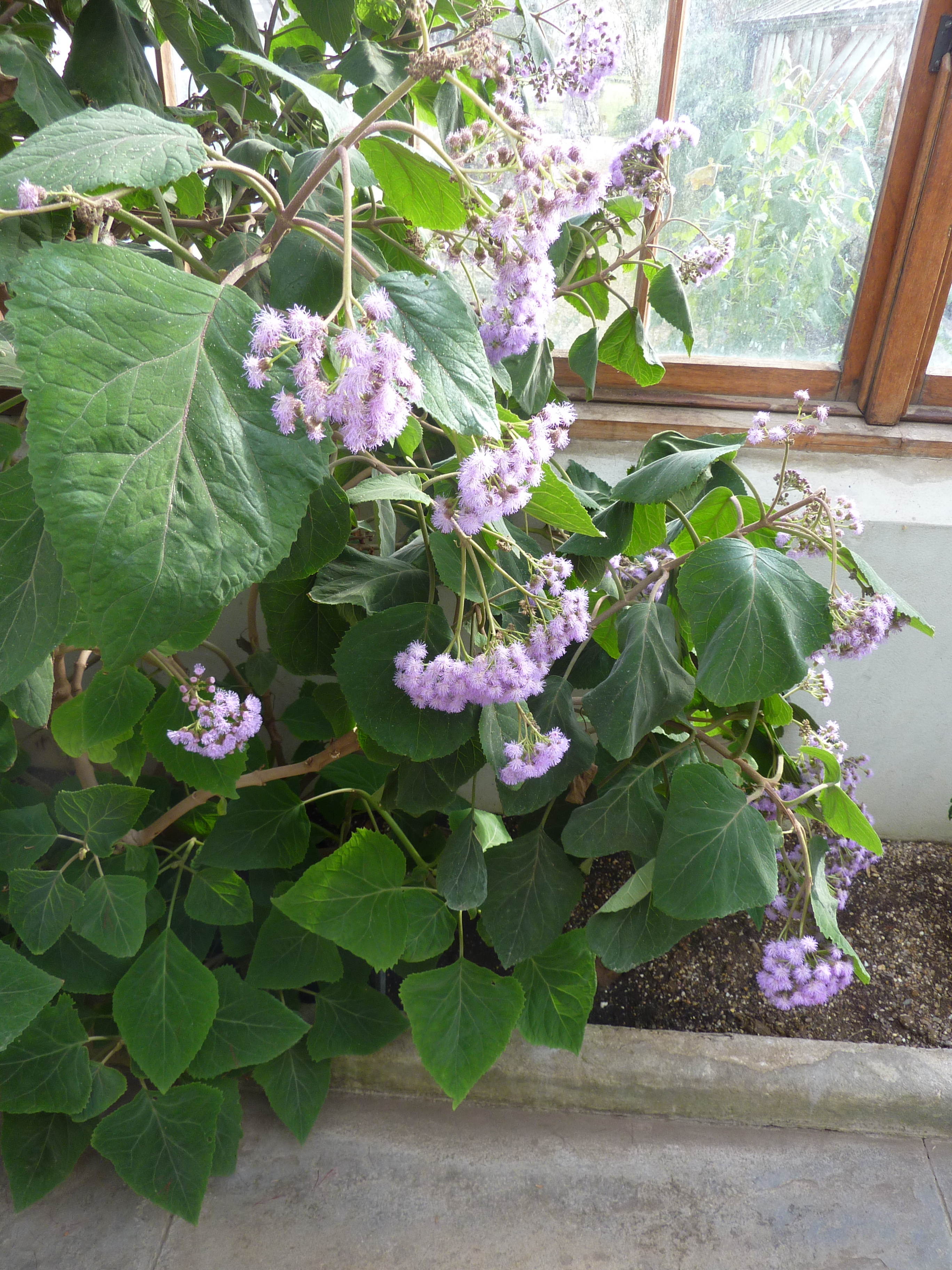
Vista de la planta

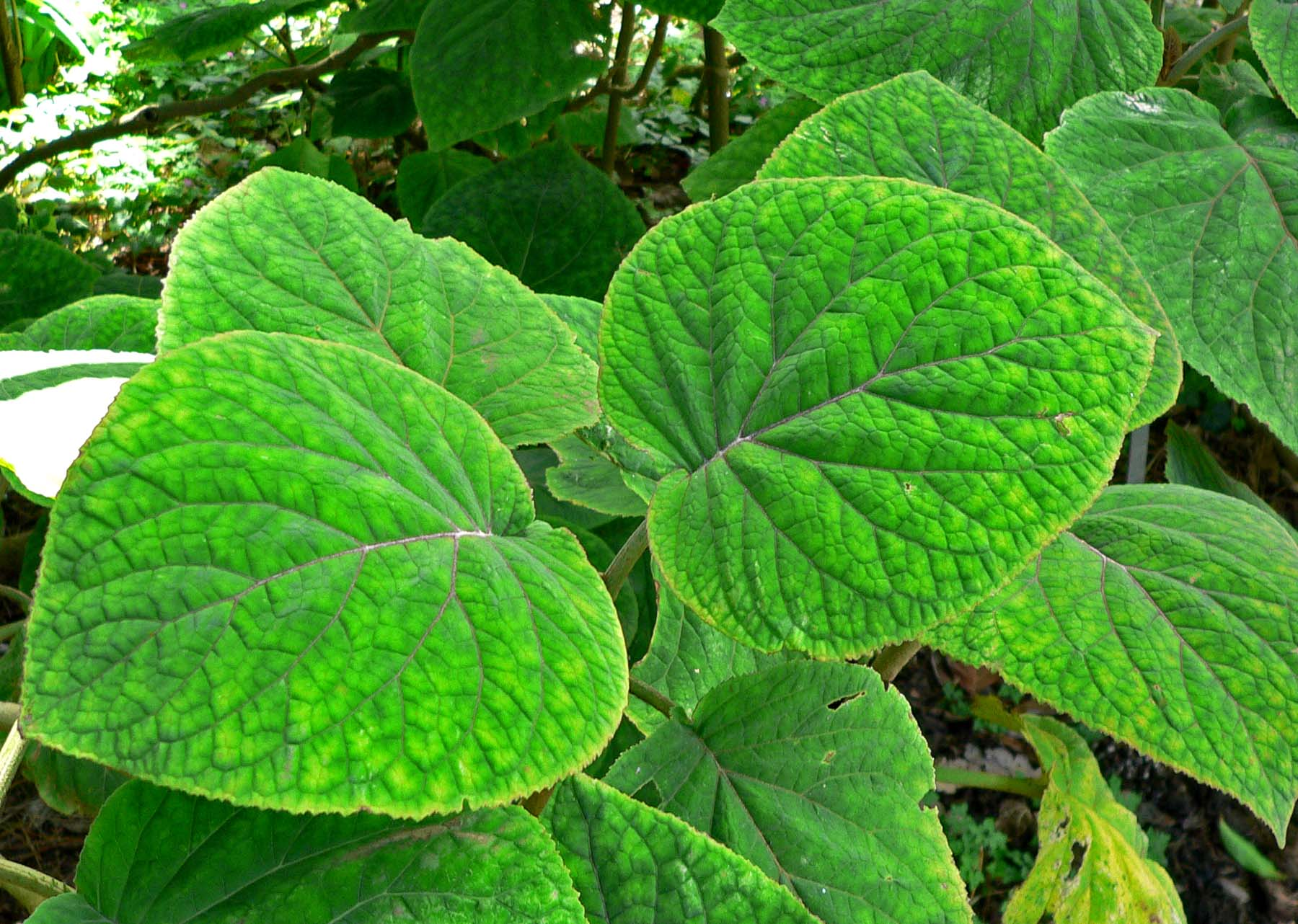
Fulles

## Distribució i hàbitat
És natural de Mèxic i s'ha escapat de cultiu a Austràlia, on és considerada per alguns com a mala herba. Necessita sol i humitat, però en sòls ben drenats. Es propaga per llavors i esqueixos.

## Descripció
És un arbust de fulla perenne, amb les branques de color roig-porpra
que arriba als 150 cm d'alçada i 1,2 m d'ample. Les fulles són grans, de fins a 25 cm de longitud i 20 cm d'ample, són lleument aspres, pareades i de color verd fosc amb venetes prominents. Les flors s'agrupen en grans rams de color lilà, i apareixen a la primavera.

## Taxonomia
Bartlettina sordida fou descrita per (Less) R. M. King & H. Rob., i publicada en Phytologia, 22(3): 161, 1971.
Sinònims
- Bartlettina matudae R. M. King & H. Rob.
- Conoclinium ianthinum Morren
- Eupatorium megalophyllum (Lem.) Hook. i Benth. exKlatt
- Eupatorium miradorense Hieron.
- Eupatorium raffillii Hemsl.
- Eupatorium sordidum Less.
- Hebeclinium atrorubens Lem.
- Hebeclinium megalophyllum Lem.
- Hebeclinium sordidum Sch.Bip. exKlatt
- Neobartlettia sordida (Less.) R.M. King & H. Rob.[3][4][1]